# Gâcogne
Gâcogne är en kommun i departementet Nièvre i regionen Bourgogne-Franche-Comté i de centrala delarna av Frankrike. Kommunen ligger i kantonen Corbigny som tillhör arrondissementet Clamecy. År 2022 hade Gâcogne 209 invånare.

## Befolkningsutveckling
Antalet invånare i kommunen Gâcogne
| Referens: INSEE |